# Hinzenbach
Hinzenbach ist eine Gemeinde mit 2052 Einwohnern (Stand 1. Jänner 2025) in Oberösterreich im Bezirk Eferding im Hausruckviertel. Die Gemeinde liegt im Gerichtsbezirk Eferding.

## Geografie
Der Ort Hinzenbach liegt auf 270 Meter Höhe etwa zwanzig Kilometer westlich der Landeshauptstadt Linz. Nach Westen steigt das Land hügelig an, die höchste Erhebung ist der Kirnberg mit 435 Meter Seehöhe.
Die Ausdehnung beträgt von Nord nach Süd 5,4 und von West nach Ost 7 Kilometer. Die Gesamtfläche umfasst 14,6 Quadratkilometer. Davon sind 73 Prozent landwirtschaftliche Nutzfläche, zehn Prozent der Fläche sind bewaldet.

### Gemeindegliederung
Das Gemeindegebiet umfasst folgende 15 Ortschaften (in Klammern Einwohnerzahl Stand 1. Jänner 2025):
- Gstocket (51)
- Gstöttenau (24)
- Hinzenbach (428)
- Kalköfen (108)
- Limberg (134)
- Oberrudling (79)
- Polsenz (46)
- Puchet (130)
- Seebach (320)
- Sperneck (80)
- Stieglhöfen (60)
- Unterleiten (102)
- Unterrudling (29)
- Wackersbach (161)
- Wagrein (300)

Die Gemeinde besteht aus den Katastralgemeinden Hinzenbach, Oberrudling und Wackersbach.
Straßenbezeichnungen: Seebachweg, Anton-Glas-Straße, Chr.-Zeller-Weg, Im wilden Moos, Sommerweg, Karottenweg.

### Nachbargemeinden
| Stroheim                         |                                             | Pupping  |
| Prambachkirchen                  | Kompassrose, die auf Nachbargemeinden zeigt | Eferding |
| St. Marienkirchen an der Polsenz | Scharten                                    | Fraham   |

## Geschichte

### Ortsgeschichte
Die erste schriftliche Erwähnung des Ortsnamens erfolgte zwischen 1130 und 1145.
Ursprünglich im Ostteil des Herzogtums Bayern liegend, gehörte der Ort seit dem 12. Jahrhundert zum Herzogtum Österreich. Seit 1490 wird er dem Fürstentum Österreich ob der Enns zugerechnet. Während der Napoleonischen Kriege war der Ort mehrfach besetzt. Seit 1918 gehört der Ort zum Bundesland Oberösterreich. Nach dem Anschluss Österreichs an das Deutsche Reich am 13. März 1938 gehörte der Ort zum Gau Oberdonau. Nach 1945 erfolgte die Wiederherstellung Oberösterreichs.

## Kultur und Sehenswürdigkeiten

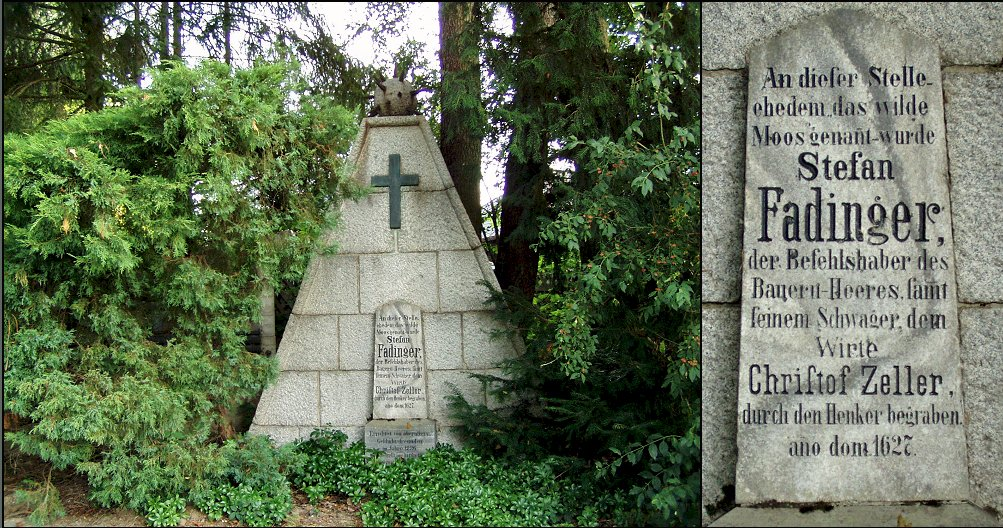
Stefan-Fadinger-Grabmal im Seebacher Moos

- Stefan-Fadinger-Grabmal im Seebacher Moos:

Die bei der Belagerung von Linz im Jahr 1626 tödlich verwundeten Bauernanführer Stefan Fadinger und Christoph Zeller wurden zunächst auf dem Eferdinger Friedhof bestattet. 1627 befahl der bayerische Statthalter Adam Graf Herberstorff, die Leichen zu exhumieren und an einer unwirtlichen Stelle im Moos nächst dem Dorf Seebach zu verscharren.

### Sport

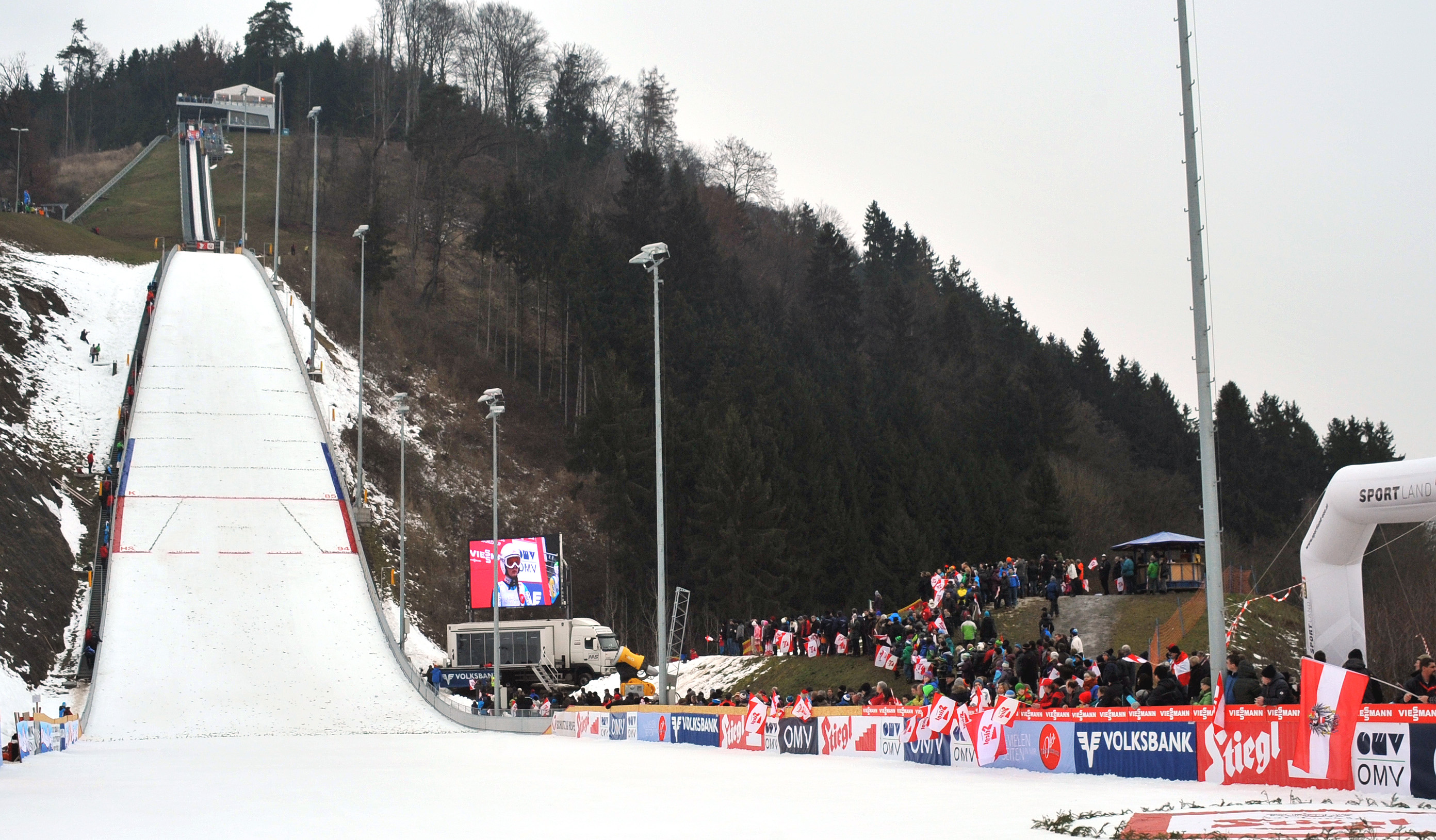
Skisprungschanze: Weltcup-Springen der Damen 2014

Seit den 1930er Jahren gibt es in Hinzenbach Skisprungschanzen, die Aigner-Schanzen. 
2006 wurde mit dem Bau einer Normalschanze begonnen, welcher im Herbst 2010 abgeschlossen werden konnte. Eröffnet wurde die Schanze, die nun offiziell Energie AG Skisprung Arena heißt, mit den österreichischen Meisterschaften im Skispringen und der Nordischen Kombination. Ende September oder Anfang Oktober werden hier jährlich die vorletzten bzw. die letzten Springen des Skisprung-Grand-Prix ausgetragen. Seit 2012 finden ebenfalls in Hinzenbach Springen des Frauen-Skisprung-Weltcup statt.

## Wirtschaft und Infrastruktur

### Betriebe
- Efko: Von überregionaler Bedeutung ist der Gemüseverarbeitungsbetrieb Efko (Eferdinger Konserven), der seinen Unternehmenssitz in der Gemeinde Hinzenbach hat. Die Unternehmensgruppe mit insgesamt 532 Mitarbeitern verarbeitet an ihren Produktionsstätten in Österreich, Deutschland, Polen und Tschechien laut eigenen Angaben jährlich rund 100.000 Tonnen Obst und Gemüse und erwirtschaftet einen Umsatz 115 Millionen Euro (im Geschäftsjahr 2010).

### Verkehr
- Eisenbahn: Der Bahnhof Eferding liegt direkt an der Gemeindegrenze. Von dort gibt es eine halbstündliche Schnellbahnverbindung nach Linz.[4]
- Straße: Die wichtigste Straßenverbindung ist die Eferdinger Straße B129.

## Politik

### Gemeinderat
Der Gemeinderat besteht seit 2021 aus 19 Mandataren (davor 25).
| Partei | 2021    | 2021    | 2015    | 2015    | 2009  | 2009    | 2003  | 2003    | 1997  | 1997    |
| Partei | Prozent | Mandate | Prozent | Mandate | %     | Mandate | %     | Mandate | %     | Mandate |
| ------ | ------- | ------- | ------- | ------- | ----- | ------- | ----- | ------- | ----- | ------- |
| ÖVP    | 48,98   | 10      | 41,92   | 11      | 50,40 | 13      | 51,90 | 13      | 47,23 | 9       |
| SPÖ    | 31,58   | 6       | 29,98   | 7       | 34,44 | 9       | 42,35 | 11      | 37,51 | 7       |
| FPÖ    | 19,44   | 3       | 28,10   | 7       | 15,16 | 3       | 5,75  | 1       | 15,26 | 3       |

### Bürgermeister
Bürgermeister seit 1855 waren:
- 1855–1858 Matthäus Hummer
- 1858–1861 Johann Steingruber
- 1861–1867 Johann (Mathias) Hintenaus
- 1867–1870 Josef Dopler
- 1870–1873 Mathias Obermaier
- 1873–1877 Michael Meindl
- 1877–1880 Mathias Obermayr
- 1880–1888 Franz Meindl
- 1888–1891 Martin Obermayr
- 1891–1894 Franz Meindl
- 1894–1897 Martin Obermayr
- 1897–1900 Mathias Obermaier
- 1900–1906 Martin Obermair
- 1906–1942 Franz Obermair
- 1942–1945 Hugo von Wanivenhaus
- 1945–1945 Robert Aschinger
- 1945–1962 Alois Obermayr
- 1962–1971 Karl Obermair
- 1971–1984 Anton Glas
- 1984–2002 Johann Thalhammer
- 2002–2002 Roman Anzengruber
- 2002–2008 Arnold Jungreithmeier
- seit 2008 Wolfgang Kreinecker (ÖVP)[11]

### Wappen
Der Gemeinde wurde 1984 folgendes Wappen verliehen:
Erniedrigt geteilt; oben gespalten von Silber und Rot mit einer außen mit schwarzen Spitzen besteckten Scheibe in gewechselten Farben, unten in Grün eine silberne Wellenleiste.
Die Gemeindefarben sind Grün-Weiß-Rot.
Der geteilte und halbgespaltene Schild ist das Wappen der Lichtenwinkler, Vasallen der Herren bzw. Grafen von Schaunberg, daher oben die Farben Weiß-Rot; Leutold I. von Lichtenwinkel erbaute in der zweiten Hälfte des 12. Jahrhunderts am Ostabhang des Kürnberges die Feste Lichtenwinkel. Die mit eisernen Spitzen versehene (Holz-)Kugel eines Kettenmorgensterns bezieht sich auf den oberösterreichischen Bauernkrieg 1626 und erinnert insbesondere an den Begräbnisplatz Stefan Fadingers und seines Schwagers Christoph Zeller im Seebacher Moos. Das Wellenband deutet auf den -bach-Ortsnamen nach dem zum Einzugsbereich des Aschach-Armes zählenden Hinzenbach (Sandbach), im Oberlauf „Aubach“ genannt.

## Persönlichkeiten
- Ferdinand Umenberger (1901–1992), Landwirt, Mundartdichter und Nationalratsabgeordneter